# سرساوة
سَرساوة هي بلدة تقع على حدود ولاية هَريانة ومجلس بلدي في منطقة سَهرَنبور في ولاية أُتَر برديش الهندية .